# Liebes
Liebes est une petite île allemande située entre les deux îles de Rügen et de Ummanz.
Elle est d’une longueur de 1000 mètres et jusqu'à 200 mètres de largeur et elle s’élève seulement 1,5 mètre au-dessus du niveau de la mer.
Liebes n'est pas habitée. C'est une réserve d'oiseaux faisant partie du Parc national du lagon de Poméranie occidentale.